# Остербуркен
Остербуркен (нем. Osterburken) — город в Германии, в земле Баден-Вюртемберг. 
Подчинён административному округу Карлсруэ. Входит в состав района Неккар-Оденвальд.  Население составляет 6488 человек (на 31 декабря 2010 года). Занимает площадь 47,32 км². Официальный код  —  08 2 25 075.
Город подразделяется на 4 городских района.

## Промышленность
- AZO GmbH & Co. KG — компания по проектированию, производству и монтажу оборудования для складирования, дозирования, перевозки сыпучих материалов.

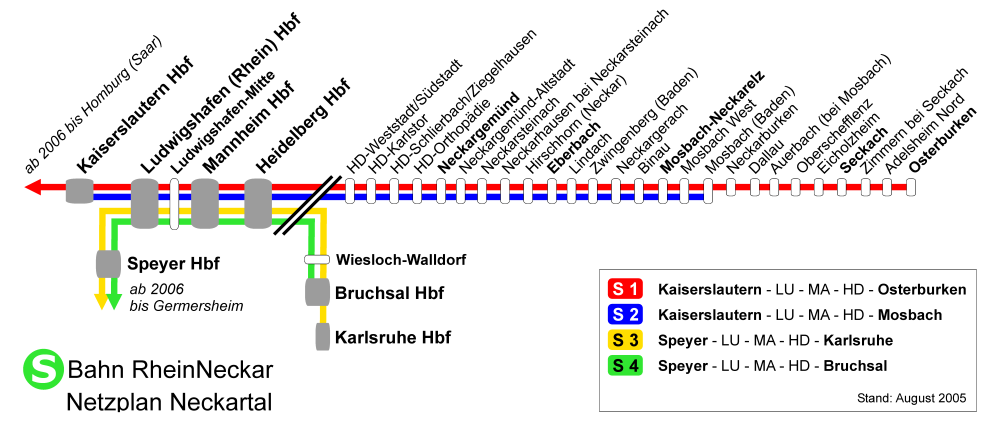
Остербуркен